# Cremona (cráter)
Cremona es un cráter de impacto que se encuentra sobre la extremidad norte-noroeste de la Luna. Desde la Tierra este cráter se ve lateralmente, y su visibilidad se ve afectada por los efectos de la libración. Para ser observado en detalle se deben utilizar fotografías tomadas en órbita. Se encuentra a medio camino entre el cráter Boole (situado al sur-sureste) y el cráter Lindblad (ubicado en la cara oculta de la Luna,).
Se trata de un cráter relativamente antiguo, bastante desgastado e invadido por numerosos cráteres más pequeños. El borde aparece erosionado y redondeado por impactos menores, dejando solo una amplia depresión en la superficie con paredes interiores algo irregulares. Pequeños cráteres se encuentran en todo el lado norte y noroeste del brocal. El cráter satélite Cremona L atraviesa el borde sur. Un grupo de pequeños cráteres se localiza junto al lado noreste del borde, formando parte de un patrón de múltiples cráteres que continúan hacia el norte.
Los cráteres Cremona B y Cremona C forman cráter doble al noroeste del cráter principal. La pared interior en el lado occidental es inusualmente ancha, formando una superficie interior rugosa. El suelo de la mitad oriental es más llano, y contiene los restos de un pico central unido al borde oriental de Cremona C.

## Cráteres satélite
Por convención estos elementos son identificados en los mapas lunares poniendo la letra en el lado del punto medio del cráter que está más cerca de Cremona.
|         | \| Cremona \| Coordenadas \| Diámetro \| \| ------- \| ----------------------------- \| -------- \| \| A \| 69°36′N 91°00′O / 69.6, -91.0 \| 47 km \| \| B \| 67°54′N 92°24′O / 67.9, -92.4 \| 20 km \| \| C \| 67°12′N 92°12′O / 67.2, -92.2 \| 15 km \| \| L \| 66°06′N 90°00′O / 66.1, -90.0 \| 23 km \| |          |
| Cremona | Coordenadas | Diámetro |
| A       | 69°36′N 91°00′O / 69.6, -91.0 | 47 km    |
| B       | 67°54′N 92°24′O / 67.9, -92.4 | 20 km    |
| C       | 67°12′N 92°12′O / 67.2, -92.2 | 15 km    |
| L       | 66°06′N 90°00′O / 66.1, -90.0 | 23 km    |